# جوليس باش
جوليس باش (بالإنجليزية: Jules Bache)‏ هو مصرفي أمريكي، ولد في 9 نوفمبر 1861 في نيويورك في الولايات المتحدة، وتوفي في 24 مارس 1944 في بالم بيتش في الولايات المتحدة.